# Massimo Coda
Massimo Coda (* 10. November 1988 in Cava de’ Tirreni) ist ein italienischer Fußballspieler.

## Karriere
Coda begann seine Laufbahn im Alter von zehn Jahren bei der SS Cavese, für die er bis 2005 in der Jugend aktiv war, sowie auf zwei Ligaeinsätze kam. Er wechselte zur AC Bellinzona, für die er in seinem ersten Jahr auf 21 Partien kam. Nach einer Leihe zu Cisco Roma, für die er in 26 Spielen seine ersten beiden Tore erzielte, schloss er sich 2007 dem Treviso FBC 1993 an. Dort kam er in seinem ersten halben Jahr nicht zum Zug und wurde an den FC Crotone verliehen, um Spielpraxis zu sammeln. Dort jedoch mit lediglich zwei Einsätzen wenig zufrieden, wechselte er 2008 zur US Cremonese. Dies war seine erste Station, wo er sein Potenzial zeigen konnte, sodass er 24 Tore in 81 Ligapartien erzielte. Durch seine Leistungen wurde der Erstligist FC Bologna auf ihn aufmerksam und verpflichtete ihn im Sommer 2011. Da er in der Hinrunde 2011/12 nicht auf Einsatzzeiten kam, wurde er an die US Siracusa verliehen, für die er zwei Tore in 14 Spielen erzielte. Auch in der darauffolgenden Saison wurde er verliehen, diesmal an San Marino Calcio. Auch dort konnte er Leistung bringen und schaffte in 30 Partien zehn Tore. Dennoch konnte er sich bei Bologna nicht durchsetzen und wechselte zum Ligakonkurrenten FC Parma. Dieser verlieh Coda während der Spielzeit 2013/14 an den slowenischen Verein ND Gorica, für den er in 33 Einsätzen 18 mal das Tor traf. Zur Saison 2014/15 kehrte er nach Parma zurück und sollte dort den Konkurrenzkampf im Sturm anheizen. Am 31. August 2014 kam er bei der 0:1-Niederlage gegen die AC Cesena zu seinem Serie-A-Debüt, als er für Jonathan Biabiany eingewechselt wurde. Nachdem er auch im folgenden Spiel gegen die AC Mailand eingewechselt wurde, konnte er in seinem dritten Spiel als Einwechselspieler mit seinem ersten Serie-A-Tor sowie zwei Torvorlagen die Partie gegen Chievo Verona zugunsten Parmas beeinflussen und einen 3:2-Erfolg feiern. Nach Parmas Insolvenz 2015 wechselte Coda zur US Salernitana, für die er zwei Jahre spielte. Im Sommer 2017 wechselte Coda zu Benevento Calcio und war dort drei Jahre aktiv. Danach folgte von 2020 bis 2022 die US Lecce und im Anschluss stand er beim CFC Genua in der Serie B unter Vertrag. Für die Saison 2023/24 wechselte er per Leihe mit Kaufoption zurück zur US Cremonese. Der Verein zog die Kaufoption nicht, woraufhin Coda innerhalb Genuas zum Stadtrivalen Sampdoria Genua wechselte.

## Erfolge
Mannschaftserfolge
- Slowenischer Pokalsieger: 2013/14
- Italienischer Zweitligameister: 2019/20, 2021/22
- Aufstieg in die Serie A: 2022/23

Individuelle Erfolge
- Torschützenkönig der Serie B: 2020/21 (22 Tore), 2021/22 (20 Tore)